# لاورا ایکاونیسه
لاورا ایکاونیسه (لیتوانیایی: Laura Ikauniece؛ زادهٔ ۳۱ مهٔ ۱۹۹۲) ورزشکار هفت‌گانه اهل لتونی است.
وی در مسابقات کشوری و بین‌المللی در مجموع برندهٔ ۱ مدال نقره، ۱ مدال برنز شده‌است.